# 阿里斯提德 (米利都)
阿里斯提德（英語：Aristides of Miletus），约活动于公元前2世纪前后。所著的《米利都故事》为色情的短篇故事，现仅存一个残篇。公元前55年，但帕提亚人显然在罗马人所获的战利品中发现了其抄本而震惊。这种文学形式被人称为“米利都故事”。